# Jorge Arguindegui
Jorge Hugo Arguindegui (Buenos Aires, 24 de diciembre de 1929-Mar del Plata, 24 de enero de 1997) fue un militar argentino con el grado de general de división. Fue jefe del Estado Mayor General del Ejército (JEMGE) desde diciembre de 1983 hasta su relevo en julio de 1984. Fue el primer jefe del Ejército luego del Proceso de Reorganización Nacional. Su paso resultó fugaz por sus diferencias con el presidente Raúl Alfonsín y el ministro de Defensa Raúl Borrás.

## Biografía
Ingresó al Ejército Argentino como cadete en 1948. En 1967 fue nombrado oficial del Estado Mayor. En 1977, con el grado de coronel, fue puesto al frente del Regimiento de Granaderos a Caballo. Ascendió a general de brigada el 1 de enero de 1981.
El 14 de diciembre de 1983, el presidente Alfonsín lo nombró comandante del Ejército Argentino luego del retorno a la democracia en la República Argentina.
La relación entre Jorge Arguindegui, el ministro de Defensa, Raúl Borrás y el presidente Raúl Alfonsín no fue buena desde el inicio de su comandancia en el ejército. Esto se debió a que en la ceremonia del 16 de diciembre de 1983 en la cual lo nombraron jefe del Estado Mayor, Arguindegui invitó a militares comprometidos gravemente con violaciones a los derechos humanos, como Jorge Rafael Videla, Roberto Eduardo Viola y Domingo Antonio Bussi. La relación se tensionó más aún cuando en febrero de 1984 se le comunicó a Arguindegui que el Poder Ejecutivo Nacional enjuiciaría a las Juntas Militares de Gobierno del Proceso de Reorganización Nacional.
Otro acontecimiento que generó más fricción en las relaciones fue la declaración de Arguindegui en el Día del Ejército Argentino (29 de mayo de 1984), cuando afirmó que el general de división Luciano Benjamín Menéndez, quien era investigado por crímenes de lesa humanidad y robo de recién nacidos, era «un demócrata».
En julio de 1984, el ministro de Defensa, Raúl Borrás, aconsejó a Raúl Alfonsín que echara a Arguindegui. Este, enterado a través de sus informantes dentro del Gobierno, pidió su retiro de manera voluntaria. El 4 de julio de 1984, afirmó a los medios de comunicación: «El actual Gobierno está llevando una campaña de acción psicológica en contra del Ejército Argentino». Ese mismo día, tras apenas 202 días al frente del Ejército Argentino, Jorge Arguindegui pidió su pase a retiro.
Fue sustituido por quien era el subjefe del Estado Mayor General del Ejército, el general de brigada Ricardo Gustavo Pianta, quien asumió como jefe del Estado Mayor General del Ejército al día siguiente.

### Actividad posterior al retiro
Efectivizado su retiro, Arguindegui asumió un rol de referente dentro de las esferas de las fuerzas armadas y en determinados grupos políticos. Entre sus vínculos se destacaban las amistades que conservaba con Santiago de Estrada y el expresidente Arturo Frondizi.
Apoyó la sublevación carapintada de Semana Santa de 1987 mediante una carta de lectores hecha pública en el diario La Nación. En 1991 intentó postularse como candidato a gobernador de la Provincia de Buenos Aires por el Movimiento Popular Bonaerense; finalmente dichas pretensiones no se materializaron.
Jorge Hugo Arguindegui murió el 24 de enero de 1997 en un accidente al ser arrojado por una ola mientras nadaba en el océano, en la ciudad de Mar del Plata.